# 柴河镇 (扎兰屯市)

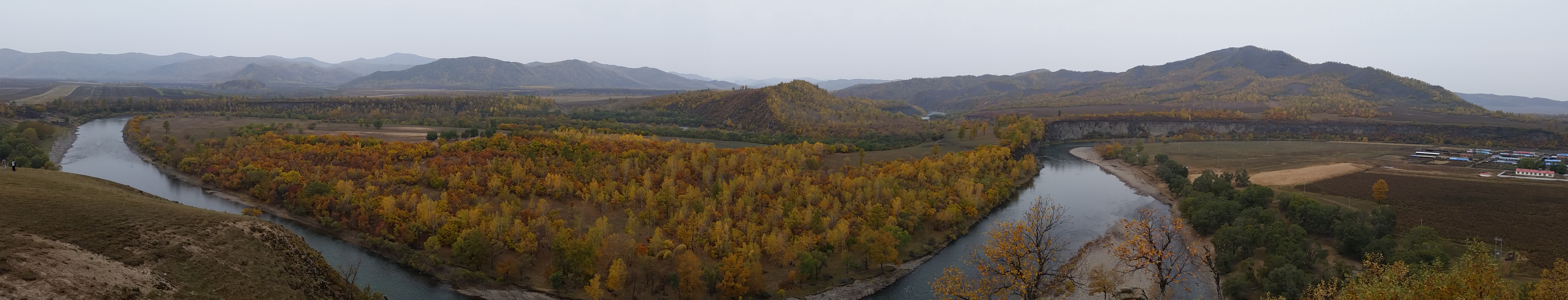

柴河镇，是中华人民共和国内蒙古自治区呼伦贝尔市扎兰屯市下辖的一个行政建制镇。镇名来自绰尔河支流之一的柴河，意为“险峻的宝地”（鄂温克语）。

## 简介
柴河位于呼伦贝尔市扎兰屯市区西南185公里，此地虽因河得名，却更以大兴安岭独特的火山地质地貌和保护完好的原始森林植被著称。其风光气势博大，雄浑壮观。近年来地质部门先后发现15座火山喷发口，7座海拔千米以上的高山天池和1处13公里长的火山断裂带，构成一道独特的景观，柴河的火山地貌是中国东部的第四纪火山活动区之一，经过强烈地质构造运动后形成的火山地貌，有着保存完好、规模很大的丹霞地貌、岩石河谷以及天池，形成多处山、水、林、岩融为一体的自然景观，具有极高的科学研究价值和旅游价值，堪称是一座天然火山博物馆。
沿河谷，河岸多处山麓被切割成悬崖峭壁，汹涌的柴河、绰尔河及支流沿山谷奔流，青山叠翠，草木葱茏，形成多处自然景点，构成雄伟、瑰丽的自然景观。旅游区包括卧牛湖、水帘洞、熊瞎子洞、老虎洞、九龙泉、柴河口、一线天、虎啸岩、月牙湾、基尔果天池和独秀峰等景点以及很多正在开发或尚待开发的处女地。
相较国内其它天池，柴河天池群数量众多，风景各异，更兼被呼伦贝尔大草原所环抱，可谓是草原上的一颗明珠。
境内柴河林业局施业区面积约3700平方公里；绰尔林业局所属古营河、巴升河、一支沟、敖尼河四个林场场址及施业区面积约1500平方公里；阿尔山林业局所属柴河源、柴河青年两个林场场址及施业区面积约500平方公里。

## 历史尚革
1940年代，此地属萨马街努图克（区）。1956年前，基本无定居人口。1956年，建立柴河林业局，有人定居。1972年9月，成立柴河人民公社筹备处。1973年8月，撤销筹备处建立办事处，1975年改为管理委员会。1984年12月，建立柴河镇。2006年6月，撤销柴河镇，改设为浩饶山镇柴河办事处。2010年8月，恢复柴河镇建制。

## 行政区划
柴河镇下辖以下地区：
石桥社区和振兴社区。